# Neustädter Kirchhof 2, 3 (Quedlinburg)

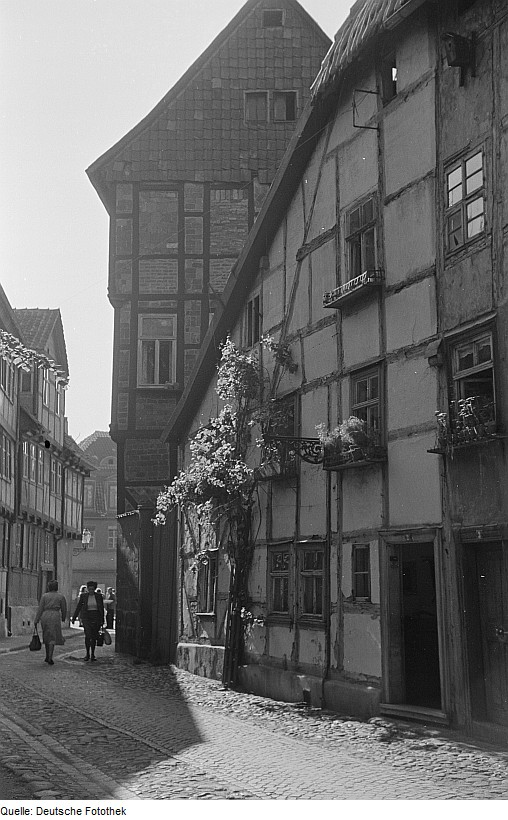
Westhälfte des Hauses Neustädter Kirchhof 2, 3 im Jahr 1951, im Hintergrund Blick auf die Pölkenstraße

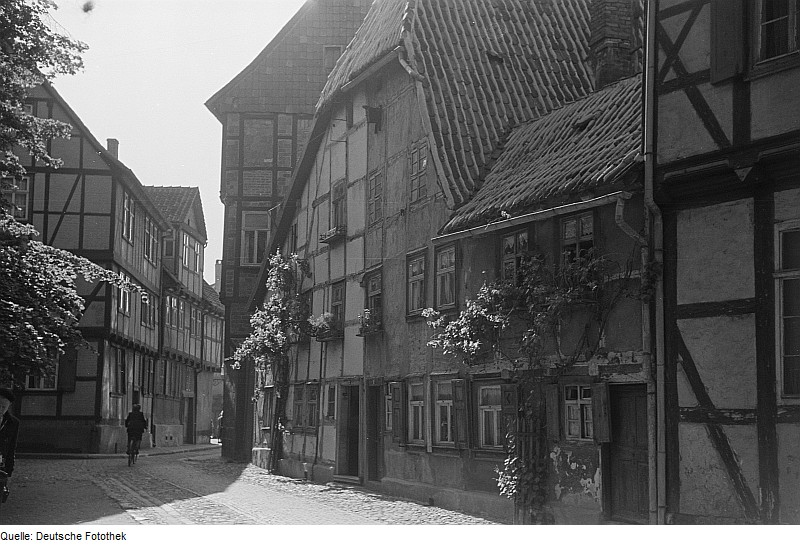
Neustädter Kirchhof 2, 3 im Jahr 1951

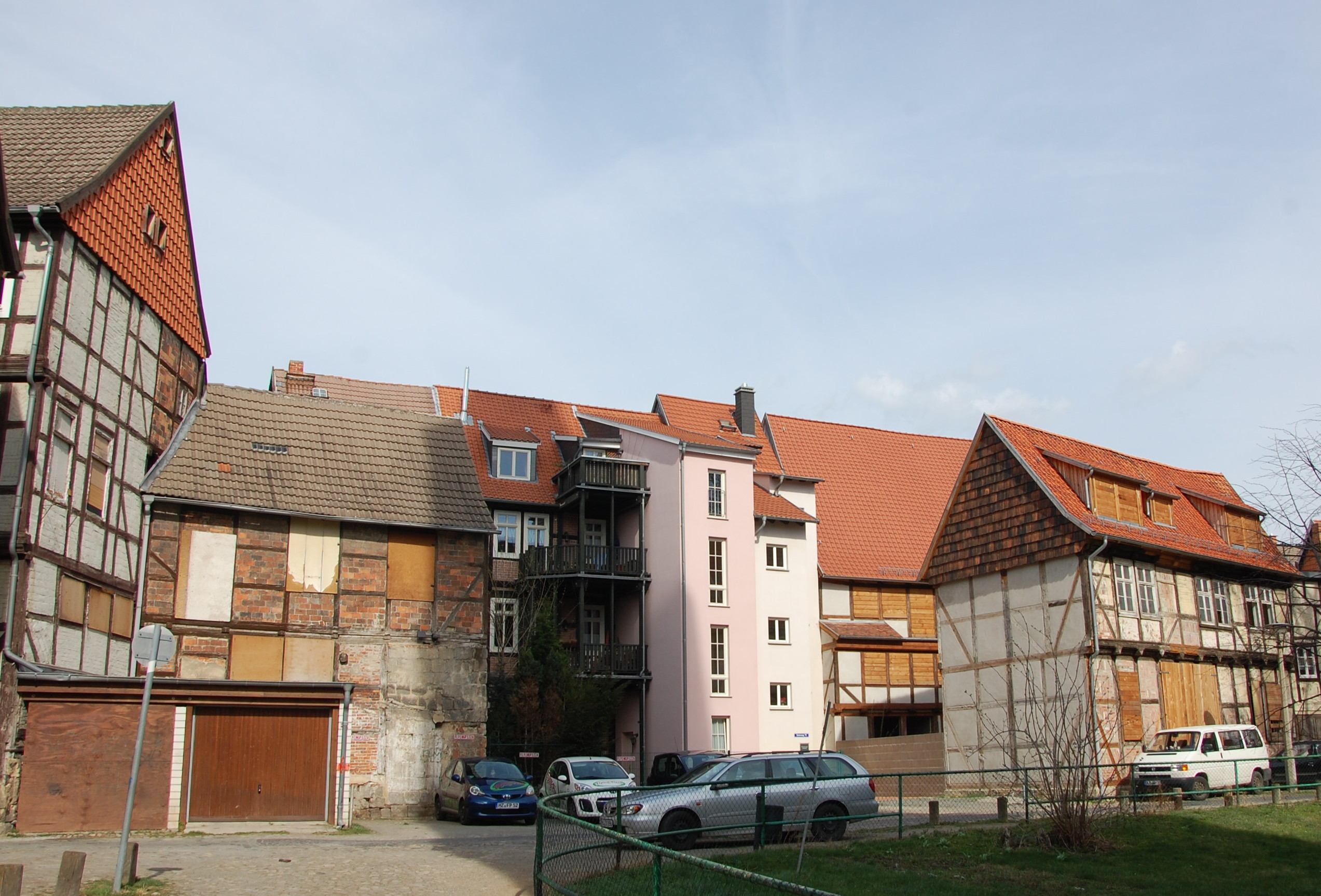
Lücke im Jahr 2014

Das Haus Neustädter Kirchhof 2, 3 war ein denkmalgeschütztes Gebäude in der Stadt Quedlinburg in Sachsen-Anhalt.

## Lage
Es befand sich in der historischen Quedlinburger Neustadt auf der nordwestlichen Seite des Neustädter Kirchhofs an der Einmündung einer zur westlich gelegenen Pölkenstraße führenden Gasse.

## Architektur und Geschichte
Das Fachwerkhaus verfügte über einen sehr breiten, nach Süden zum Neustädter Kirchhof ausgerichteten Giebel. Es handelte sich um ein giebelständiges Doppelhaus, die in dieser Form selten sind. Ein ähnlich gestalteter Bau bestand in Quedlinburg mit dem Haus Kaiserstraße 31, 32, welches jedoch Anfang des 21. Jahrhunderts abgerissen wurde.
Zumindest der Ostteil des Hauses, die Hausnummer Neustädter Kirchhof 3, diente als Hebammenhaus.
Das Doppelhaus wurde im Jahr 1996 abgerissen. Auch derzeit (Stand 2022) ist das Grundstück noch unbebaut und stellt eine auffällige Lücke im von diversen denkmalgeschützten Gebäuden geprägten Neustädter Kirchhof dar.